# Parage
Parage (in serbo Параге?) è un villaggio della Serbia situato nella municipalità di Bačka Palanka, nel Distretto della Bačka Meridionale, nella provincia autonoma di Voivodina. La popolazione totale è di 1 039 abitanti (censimento del 2002), e la maggioranza della popolazione è di etnia serba.